# Oemida gahani
Oemida gahani är en skalbaggsart som först beskrevs av William Lucas Distant 1892.  Oemida gahani ingår i släktet Oemida och familjen långhorningar.
Artens utbredningsområde är Zimbabwe. Inga underarter finns listade i Catalogue of Life.